# Debubawi (zone)

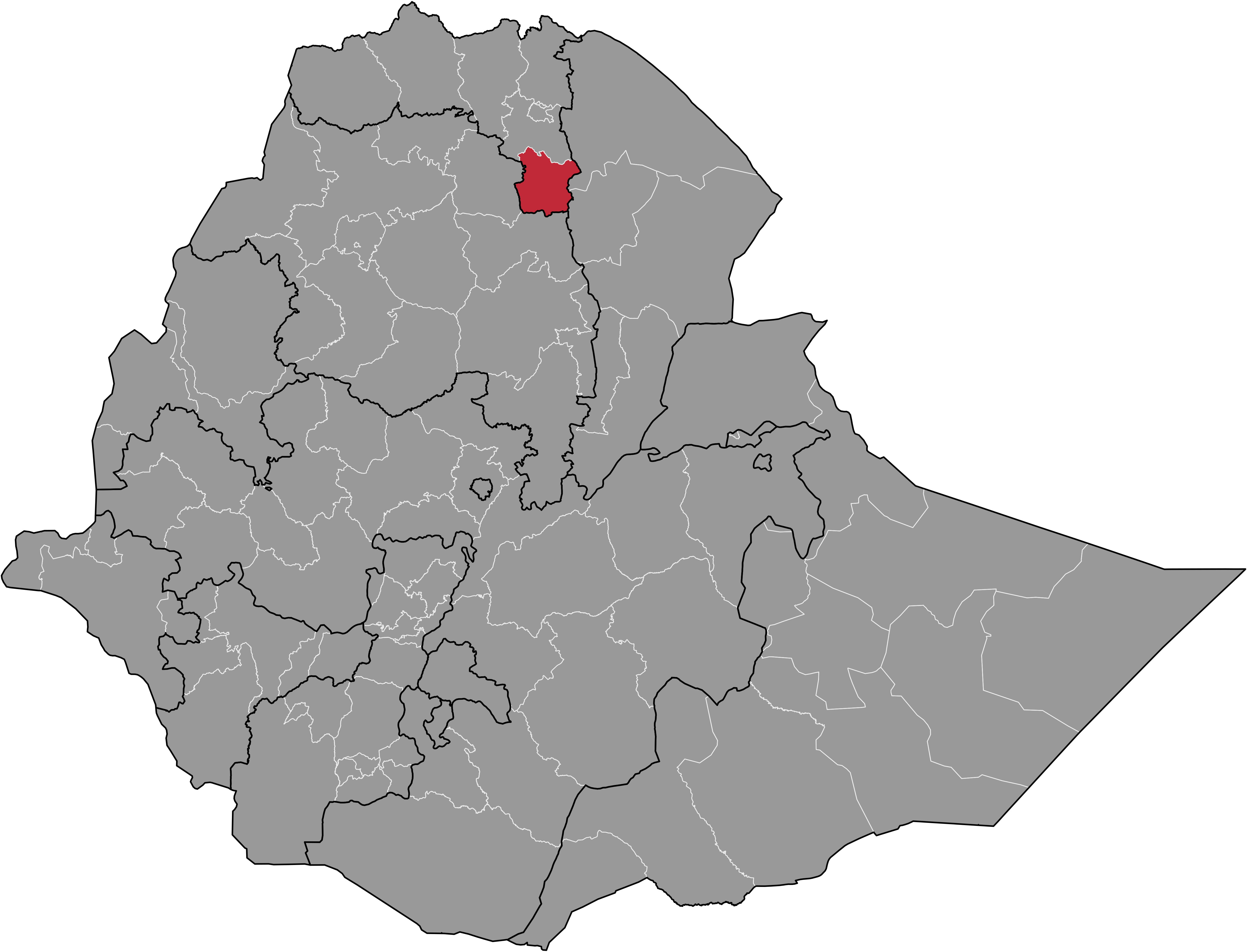
Carte de l'Éthiopie avec la zone Debubawi en rouge.

La zone Debubawi (Sud) est l'une des cinq zones de la région du Tigré en Éthiopie. 

## Woredas
La zone est composée de neuf woredas :
- Alaje ;
- Alamata ;
- Endamehoni ;
- Enderta ;
- Hintalo Wajirat ;
- Mekele ;
- Ofla ;
- Raya Azebo ;
- Samre.